# Natalino Salgado Filho
Natalino Salgado Filho (Cururupu,  25 de julho de 1946) é um médico, professor e escritor brasileiro.

## Biografia
Graduado em Medicina pela Universidade Federal do Maranhão, é mestre e doutor em Nefrologia pela Universidade Federal do São Paulo. Foi diretor-geral do Hospital Universitário da UFMA e é professor dos programas de pós-graduação em Ciências da Saúde (mestrado e doutorado) e de Saúde do Adulto e da Criança (mestrado), da UFMA.
Natalino Salgado Filho é membro da Academia Nacional de Medicina, da Sociedade Brasileira de Médicos Escritores do Maranhão (SOBRAMES) e a É membro da Academia Brasileira de Médicos Escritores (ABRAMES), da Academia Maranhense de Letras e da Academia Maranhense de Medicina. Integra as sociedades Brasileira de Hipertensão Arterial, Brasileira de Nefrologia (SBN), International Society of Nephrology (ISN), American Society of Nephrology (ASN), Brasileira de História da Medicina, Maranhense de Ciências, Instituto Histórico e Geográfico do Maranhão (IHGM). Fundador e primeiro Presidente da Sociedade Maranhense de Nefrologia.
Recebeu títulos de cidadão dos municípios de São Luís, Pinheiro, Pindaré, Codó, Grajaú, Balsas, além de inúmeros prêmios e honrarias ao longo de sua carreira.
Foi reitor da Universidade Federal do Maranhão em três gestões (2007-2011, 2011-2015 e 2019-2023). É professor titular aposentado desta IFES.
Publicou mais de 400 trabalhos científicos em revistas especializadas e em anais de congressos nacionais e internacionais. Assinou prefácios, apresentações e orelhas de dezenas de livros. Colabora semanalmente com jornais.

## Obras
- Atualidades em nefrologia. São Paulo: Sarvier 1988. (Com Jenner Cruz, David E. Neto, Roberto L. Magalhães, Maria A. V. F. R. Alves; Roberto G. Serpa, J. N. Praxedes).
- Atualidades em nefrologia. 2. ed. São Paulo: Sarvier, 1992. (Com J. Cruz, David E. Neto, E. A. Burdmann, Maria A. V. F. R. Alves, Roberto L. Magalhães, Rui T. Barros).
- Atualidades em nefrologia. São Paulo: Sarvier, 1992. (Com Jenner Cruz, David E. Neto, E. A. Burdmann, Maria A. V. F. R. Alves, Roberto L. Magalhães, Rui T. Barros).
- Atualidades em nefrologia. 12. ed. São Paulo: Sarvier; 2012. (Com E. O. Alencar, G. A. S. Silva).
- Na casa de Antônio Lobo. São Luís: Edições AML, 2013. (Com Américo Azevedo Neto).
- Tarquínio Lopes Filho: médico, político, jornalista, administrador que virou mito. São Luís: EDUFMA, 2015.
- Faculdade de Medicina do Maranhão: uma história de 59 anos. São Luís: EDUFMA, 2016.
- Os meus dias de cadeia; origem e memórias, de Adelman Correa. 2. ed. São Luís: Edições AML, 2016. (Prefácio, organização e notas).
- Lupus renal involvement: a case-based atlas. New York: Nova Biomedical, 2016. (Com Gyl Eanes Barros Silva, Roberto Silva Costa, Márcio Dantas e Stanley de Almeida).
- Neiva Moreira: apóstolo da liberdade. São Luís: Edições AML, 2017.
- A Revolução Nacional: contribuição subsidiária para a história do Maranhão, de Manuel Aurélio Nogueira. 2. ed. São Luís: Edições AML, 2017. (Prefácio, organização e notas).
- Manual de Cerimonial da Universidade Federal do Maranhão. São Luís: EDUFMA, 2017. (Com Francinete Louseiro de Almeida, Zefinha Bentivi, Aldir Carvalho Filho).
- Na casa de Antônio Lobo. São Luís: Edições AML, 2017. (Com Sebastião Jorge).
- Na Academia Nacional de Medicina. São Luís: Edições AML, 2017. (Com Omar da Rosa Santos).
- Na Academia Maranhense de Medicina. São Luís: Edições AMM, 2017. (Com Carlos de Andrade Macieira).
- Na Academia Maranhense de Medicina. São Luís: Edições AMM, 2017. (Com Márcia da Silva Sousa).
- A reorganização do serviço sanitário do Maranhão no início do século XX. São Luís: EDUFMA, 2019.
- Desmedicalização da existência e práticas de si: resistência e poder na área da saúde. São Luís: EDUFMA, 2019. (Com Jadir M. Lessa, Simony de S. Faria, Auterives Maciel Júnior).
- Experiências exitosas da rede UNA-SUS: 10 anos. São Luís: EDUFMA, 2020. (Com Ana Emilia Figueiredo de Oliveira, Maria Fabiana Damásio Passos, Alysson Feliciano Lemos, Edinalva Neves Nascimento, Cláudia de Castro Veiga).
- História da imprensa no Maranhão (1821-1925), de Antônio Lopes. São Luís: EDUFMA, 2021. (Com Roberto Sousa Carvalho).
- O Conciliador: um capítulo da história da imprensa periódica no Maranhão, de Manuel Nogueira da Silva. São Luís: EDUFMA, 2021. (Com Silvano Alves Bezerra da Silva).
- Thomas Cochrane: o controverso guerreiro da Independência brasileira – Memória ligeira sobre a trajetória do audaz comandante escocês. São Luís: EDUFMA, 2022.
- Narrativa de serviços no libertar-se o Brasil da dominação portuguesa, prestados pelo Almirante Conde de Dundonald, de Thomas Cochrane. 3. ed. rev. São Luís: EDUFMA, 2022.
- Janelas em um tempo de incertezas: significados da existência em meio à pandemia. São Luís: EDUFMA, 2022. v. I-II.
- Diário de Bordo: nas ondas da TV UFMA – memória de implantação e dos anos iniciais da primeira TV universitária do Maranhão. São Luís: EDUFMA, 2023. (Com Silvano Alves Bezerra da Silva).
- Saberes para o amanhã. São Luís: EDUFMA, 2023.
- Fé: de olhos para o infinito. São Luís: EDUFMA, 2023.

### Obras não publicadas  Encontra-se no prelo:
- História da Medicina e do Hospital Universitário da UFMA. São Luís: EDUFMA.